# Danny Green (Boxer)
Danny Green (* 9. März 1973 in Perth, Australien) ist ein ehemaliger australischer Profiboxer. Von Dezember 2007 bis März 2008 war er Weltmeister der WBA im Halbschwergewicht. Bei den Amateuren war er unter anderem Teilnehmer der Olympischen Sommerspiele 2000 in Sydney.

## Amateurkarriere
Green begann mit dem Boxsport in Koondoola, einem Vorort von Perth, und bestritt seinen ersten Amateurboxkampf 1992. 1997 wurde er Australischer Meister im Mittelgewicht und gewann auch die Arafura Games in Darwin, zudem war er Viertelfinalist der Commonwealth Games 1998 in Kuala Lumpur.
Im Jahr 2000 gewann er im Halbschwergewicht die Ozeanische Meisterschaft in Canberra und startete bei den Olympischen Spielen in Sydney; dort siegte er in der Vorrunde gegen Laudelino Barros aus Brasilien, ehe er im Achtelfinale gegen den späteren russischen Goldmedaillengewinner Alexander Lebsjak ausschied.

## Profikarriere
Trainiert von Jeff Fenech, wechselte er nach den Olympischen Spielen in das Profilager und gewann 16 Kämpfe in Folge vorzeitig, ehe er am 16. August 2003 in Rheinland-Pfalz beim Kampf um den WBC-Weltmeistertitel im Supermittelgewicht durch Disqualifikation gegen Markus Beyer verlor. Green hatte den Kampf beherrscht und gegen Beyer in den ersten beiden Runden jeweils einen Niederschlag erzielt, hatte diesen jedoch auch durch unbeabsichtigte Kopfstöße eine große Cutverletzung über dem rechten Auge zugefügt. Diese führte nach Rücksprache mit dem Ringarzt zum Kampfabbruch in der fünften Runde. Nach einer anfänglichen Diskussion, ob es zu einer sogenannten Technischen Entscheidung, also einer Punkteauswertung kommen sollte, wurde Green jedoch letztlich disqualifiziert.
Im Dezember 2003 siegte er in Montreal vorzeitig in der sechsten Runde gegen Éric Lucas, wurde dadurch Interimsweltmeister der WBC und damit erneut Pflichtherausforderer von Markus Beyer. Den Rückkampf gegen Beyer verlor er am 12. März 2005 in Zwickau knapp durch Mehrheitsentscheidung nach Punkten und hatte in der zwölften Runde erneut einen Niederschlag erzielt.
In seinen folgenden sechs Kämpfen erlitt er nur eine Niederlage, als er im Mai 2006 in Sydney nach Punkten gegen Anthony Mundine unterlag. Danach war er in das Halbschwergewicht aufgestiegen. Dort konnte er am 16. Dezember 2007 in Perth gegen Stipe Drviš um den WBA-Weltmeistertitel antreten und siegte einstimmig nach Punkten.
Am 25. März 2008 erklärte Green überraschend seinen Rücktritt vom Boxsport, ohne den WM-Titel verteidigt zu haben. Als Begründung nannte er seine Gesundheit und die Familie, um die er sich stärker kümmern wolle.
Seine im März 2009 angekündigte Rückkehr in den Ring erfolgte im April 2009 im Cruisergewicht. Schon am 15. August 2009 siegte er in Biloxi (Mississippi) durch TKO in der fünften Runde gegen Julio Dominguez und gewann dadurch den IBO-Weltmeistertitel dieser Gewichtsklasse.
In seiner ersten Titelverteidigung besiegte er am 2. Dezember 2009 in Sydney überraschend Roy Jones junior durch TKO in der ersten Runde und konnte weitere Titelverteidigungen gegen Manny Siaca, Paul Briggs und Benjamin „BJ“ Flores gewinnen, ehe er den Gürtel am 20. Juli 2011 in Sydney durch eine vorzeitige Niederlage an Antonio Tarver verlor.
Am 30. November 2011 boxte er bei Perth um den WBC-Weltmeistertitel im Cruisergewicht, verlor jedoch gegen den Titelträger Krzysztof Włodarczyk durch TKO in der elften Runde. Green hatte bis zum Kampfabbruch nach Punkten in Führung gelegen, ehe er in der vorletzten Runde schwer getroffen zu Boden ging und der Kampf durch den Ringrichter beendet wurde.
Am 21. November 2012 wurde er in Melbourne mit einem Sieg gegen Shane Cameron erneut IBO-Weltmeister, diesmal im Cruisergewicht, und am 3. August 2016 mit einem Sieg gegen Kane Watts auch Australischer Meister dieser Gewichtsklasse.
Seinen letzten Kampf bestritt er im Alter von 43 Jahren am 3. Februar 2017 bei Adelaide und siegte dabei in einem Rückkampf gegen Anthony Mundine.

## Auftritte außerhalb des Sports
2018 nahm er an der vierten Staffel der australischen Fernsehshow I’m a Celebrity…Get Me Out of Here! teil.
| Vorgänger   | Amt                                                                         | Nachfolger        |
| ----------- | --------------------------------------------------------------------------- | ----------------- |
| Stipe Drviš | Boxweltmeister im Halbschwergewicht (WBA) 16. Dezember 2007 – 25. März 2008 | Hugo Hernán Garay |